# مقاطعة تشالدران
مقاطعة تشالدران (بالفارسية: شهرستان چالدران) هي مقاطعة تقع في أذربيجان الغربية في إيران. يقدر عدد سكانها بـ 44,572 نسمة .